# Гресь Алла Василівна
А́лла Васи́лівна Гре́сь (13 березня 1952, Сіверськ, УРСР) — українська хокеїстка на траві та тренерка з ігрових видів спорту. Заслужений тренер України та Республіки Білорусь (1986). З 2002 року — засновниця та очільниця жіночого футбольного клубу «Атекс-СДЮШОР №16».

## Життєпис

### Початок спортивної кар'єри
Народилася в селі Яма (нині — місто Сіверськ), що на Донеччині, де й почала грати в футбол у компанії хлопців. 1970 року вступила до Київського інституту фізичної культури, обравши за спеціалізацію волейбол. З 1971 року грала в футбольній команді «Ентузіаст» під проводом Георгія Козачища, однак вже наступного року жіночий футбол в СРСР було заборонено як «шкідливий для жіночого організму» вид спорту. Після закінчення інститут Алла Гресь працювала викладачкою з волейболу в Ірпінській ДЮСШ.
В рамках підготовки до Літніх Олімпійських ігор 1980 року Спорткомітетом СРСР було прийняте рішення щодо розвитку в країні хокею на траві. 1977 року в Києві було засновано хокейний клуб «Спартак», до лав якого увійшли деякі колишні футболістки «Ентузіаста», серед яких була і Алла Гресь. 1979 року відбувся перший чемпіонат СРСР з хокею на траві серед жінок, у якому київські «спартаківки» зайняли останнє місце та розпрощалися з класом найсильніших.
1980 року Алла Гресь перейшла до лав бориспільського «Колоса», що дебютував у першій лізі та одразу ж здобув «золото» чемпіонату, випередивши харківський «Авіаінститут». У дебютному вищоліговому сезоні Гресь провела 31 поєдинок та відзначилася 5 закинутими м'ячами, а 1982 рік розпочала в ролі граючої тренерки, допомагаючи наставнику «Колоса» Лодіару Ігнатьєву.

### Тренерська діяльність
Здобувши тренерський досвід у бориспільському «Колосі», Алла Гресь вирушила до Білорусі, де очолила гродненський «Хімік», що згодом змінив свою назву на «Ритм». Гресь стала першою, хто почав вибудовувати клубну вертикаль від ДЮСШ до головної команди, що досить швидко дало позитивні результати. 1985 року гродненки здобули «срібло» першої ліги чемпіонату СРСР та право змагатися з найсильнішими командами країни. Найвищим успіхом білорусок у чемпіонатах СРСР стала 5 позиція у 1989 році, а наступного року хокеїстки «Ритму» дійшли до фіналу Кубка країни, що дозволило команді брати участь у єврокубках. 1991 року разом з гродненською командою Гресь здобула перемогу в розіграші Кубка володарів кубків з хокею на траві. Після отримання Білоруссю незалежності, «Ритм» став беззмінним переможцем національних змагань.
1995 року, через сімейні обставини та зміну міського керівництва Гродна, тренерка вирішила повернутися до України, де одразу ж взялася до роботи, очоливши національну збірну з хокею на траві та сумське «Динамо». На чемпіонаті Європи 1999 збірна України під проводом Гресь посіла 7-ме місце серед 12-ти команд, а на клубному рівні найбільшим успіхом «Динамо» стала участь у фіналі єврокубкових змагань. По закінченню континентальної першості тренерка вирішила залишити хокей на траві через відсутність перспектив розвитку цього виду спорту в Україні.

### Повернення до футболу
2002 року Алла Гресь почала збирати дівчаток-початківиць для участі у змаганнях «Діти — олімпійська надія України». Ініціативу тренерки підтримала голова Конгресу ділових жінок Валентина Шевченко, яка посприяла організації жіночого футбольного клубу на базі СДЮШОР № 16 міста Києва. Наприкінці року Гресь очолила команду «ЦСК-ГПЖУ», яка з наступного року змінила свою назву на «Атекс». Окрім тренерської роботи, Алла Гресь виконувала роль президентки та головної ідеологині футбольного клубу. Протягом 2003—2004 років команда перебувала на дні турнірної таблиці, однак згодом результати покращилися, а футболісток київської команди почали залучати до ігор юнацької та молодіжної збірних України. На жаль, через фінансові труднощі «Атекс» змушений був пропустити чемпіонат України 2008 року, однак вже наступного року команда знову повернулася до змагань. Протягом 2008—2009 років команда Алли Гресь, виступаючи під назвою СК «НУХТ», здобула «срібло» та «бронзу» чемпіонату України з футзалу. Найвищим досягненням «Атекса» стало 5-те місце серед 9-ти команд у чемпіонаті 2010 року.
Протягом 2007—2015 років Алла Гресь обіймала посаду голови Футбольної асоціації жінок міста Києва.
Не маючи гідної спонсорської підтримки, «Атекс» був приречений на роль аутсайдера, з року в рік займаючи останній рядок турнірної таблиці. Сезон 2018/19 команда вперше в історії розпочала у першій лізі. У жовтні 2018 року Алла Гресь поступилася президентським кріслом «Атекса» турецькому бізнесмену Сулейману Тюрку, зосередившись на виконанні тренерських обов'язків.

## Відзнаки та нагороди
Клубні трофеї
- Переможниця першої ліги чемпіонату СРСР з хокею на траві (1): 1980

Тренерські здобутки (хокей на траві / індорхокей)
- Переможниця Кубка володарів кубків з хокею на траві (1): 1991
- Чемпіонка Білорусі з хокею на траві (4): 1992, 1993, 1994, 1995
- Чемпіонка Білорусі з індорхокею (4): 1992, 1993, 1994, 1995
- Срібна призерка першої ліги чемпіонату СРСР з хокею на траві (1): 1985

Тренерські здобутки (футзал)
- Срібна призерка Чемпіонату України з футзалу (1): 2007/08
- Бронзова призерка Чемпіонату України з футзалу (1): 2008/09

Особисті досягнення
- Заслужений тренер України[5]
- Заслужений тренер Республіки Білорусь (1986) — за розвиток і підготовку гравців-призерів IX літньої Спартакіади народів СРСР[6].

## Цікаві факти
- Алла Гресь протягом багатьох років вболівала за київське «Динамо» і навіть змушена була продати біля стадіону свій плащ, аби потрапити на один з єврокубкових матчів[7].